# Božena Deptová
Božena Deptová es una deportista checoslovaca que compitió en tiro con arco, en la modalidad de arco recurvo. Ganó tres medallas en el Campeonato Mundial de Tiro con Arco al Aire Libre entre los años 1958 y 1961.

## Palmarés internacional
| Campeonato Mundial al Aire Libre | Campeonato Mundial al Aire Libre | Campeonato Mundial al Aire Libre | Campeonato Mundial al Aire Libre |
| Año                              | Lugar                            | Medalla                          | Prueba                           |
| -------------------------------- | -------------------------------- | -------------------------------- | -------------------------------- |
| 1958                             | Bruselas (Bélgica)               | Medalla de plata                 | Equipo                           |
| 1959                             | Estocolmo (Suecia)               | Medalla de bronce                | Equipo                           |
| 1961                             | Oslo (Noruega)                   | Medalla de bronce                | Individual                       |